# Château-Gontier-sur-Mayenne
Pour les articles homonymes, voir Château (homonymie).
Château-Gontier-sur-Mayenne est une commune nouvelle située dans le département de la Mayenne, en région Pays de la Loire, créée le 1er janvier 2019 et peuplée de 16 539 habitants. Elle est issue de la fusion des communes d'Azé, Château-Gontier et Saint-Fort.
La commune fait partie de la province historique de l'Anjou (Haut-Anjou).

## Géographie

### Localisation
| La Roche-Neuville, Marigné-Peuton |                             | Fromentières, Gennes-Longuefuye |
| Prée-d'Anjou                      | Château-Gontier-sur-Mayenne | Châtelain                       |
| Chemazé                           | Ménil                       | Coudray                         |

### Géologie et relief
Château-Gontier se trouve à moins de 15 km du bassin houiller de Laval daté du Culm, du Viséen supérieur et du Namurien (daté entre -346 et -315 millions d'années).

### Climat
Pour des articles plus généraux, voir Climat des Pays de la Loire et Climat de la Mayenne.
En 2010, le climat de la commune est de type climat océanique altéré, selon une étude du CNRS s'appuyant sur une série de données couvrant la période 1971-2000. En 2020, Météo-France publie une typologie des climats de la France métropolitaine dans laquelle la commune est exposée à un climat océanique et est dans une zone de transition entre les régions climatiques « Bretagne orientale et méridionale, Pays nantais, Vendée » et « Moyenne vallée de la Loire ».
Pour la période 1971-2000, la température annuelle moyenne est de 11,7 °C, avec une amplitude thermique annuelle de 13,9 °C. Le cumul annuel moyen de précipitations est de 693 mm, avec 11,6 jours de précipitations en janvier et 6,5 jours en juillet. Pour la période 1991-2020, la température moyenne annuelle observée sur la station météorologique de Météo-France la plus proche, sur la commune de Coudray à 6 km à vol d'oiseau, est de 12,2 °C et le cumul annuel moyen de précipitations est de 718,4 mm,. Pour l'avenir, les paramètres climatiques de la commune estimés pour 2050 selon différents scénarios d'émission de gaz à effet de serre sont consultables sur un site dédié publié par Météo-France en novembre 2022.
| Mois                                  | jan.           | fév.           | mars           | avril         | mai           | juin          | jui.          | août          | sep.          | oct.          | nov.            | déc.            | année     |
| ------------------------------------- | -------------- | -------------- | -------------- | ------------- | ------------- | ------------- | ------------- | ------------- | ------------- | ------------- | --------------- | --------------- | --------- |
| Température minimale moyenne (°C)     | 2,3            | 2              | 3,4            | 5             | 8,6           | 11,6          | 13,1          | 13            | 10,4          | 8,4           | 4,9             | 2,6             | 7,1       |
| Température moyenne (°C)              | 5,5            | 6,2            | 8,5            | 11            | 14,5          | 17,8          | 19,5          | 19,4          | 16,7          | 13,1          | 8,6             | 5,9             | 12,2      |
| Température maximale moyenne (°C)     | 8,8            | 10,3           | 13,5           | 17            | 20,5          | 24            | 25,9          | 25,9          | 23            | 17,7          | 12,4            | 9,3             | 17,4      |
| Record de froid (°C) date du record   | −16 08.01.1985 | −13,2 12.02.12 | −11,9 01.03.05 | −4 12.04.1986 | −2,2 06.05.19 | 0,2 01.06.06  | 5 11.07.1972  | 4,9 24.08.05  | 1 24.09.1973  | −3,5 21.10.10 | −6,8 24.11.1998 | −9,4 29.12.1996 | −16 1985  |
| Record de chaleur (°C) date du record | 16,1 24.01.16  | 21,9 27.02.19  | 25,5 19.03.05  | 29,2 30.04.05 | 34 07.05.1976 | 38,4 18.06.22 | 39,8 18.07.22 | 39,1 10.08.03 | 36,6 04.09.05 | 30,6 02.10.11 | 21,5 01.11.15   | 18 10.12.1978   | 39,8 2022 |
| Précipitations (mm)                   | 69,8           | 56,1           | 50,2           | 52,6          | 58,5          | 53,1          | 46,2          | 43,2          | 61,9          | 71,3          | 76,6            | 78,9            | 718,4     |

## Urbanisme

### Typologie
Au 1er janvier 2024, Château-Gontier-sur-Mayenne est catégorisée centre urbain intermédiaire, selon la nouvelle grille communale de densité à sept niveaux définie par l'Insee en 2022.
Elle appartient à l'unité urbaine de Château-Gontier-sur-Mayenne, une unité urbaine monocommunale constituant une ville isolée,. Par ailleurs la commune fait partie de l'aire d'attraction de Château-Gontier-sur-Mayenne, dont elle est la commune-centre,. Cette aire, qui regroupe 19 communes, est catégorisée dans les aires de moins de 50 000 habitants,.

## Histoire
Créée par un arrêté préfectoral du 14 novembre 2018, elle est issue du regroupement des trois communes d'Azé, Château-Gontier et Saint-Fort qui deviennent des communes déléguées. Son chef-lieu est fixé à Château-Gontier.

## Politique et administration

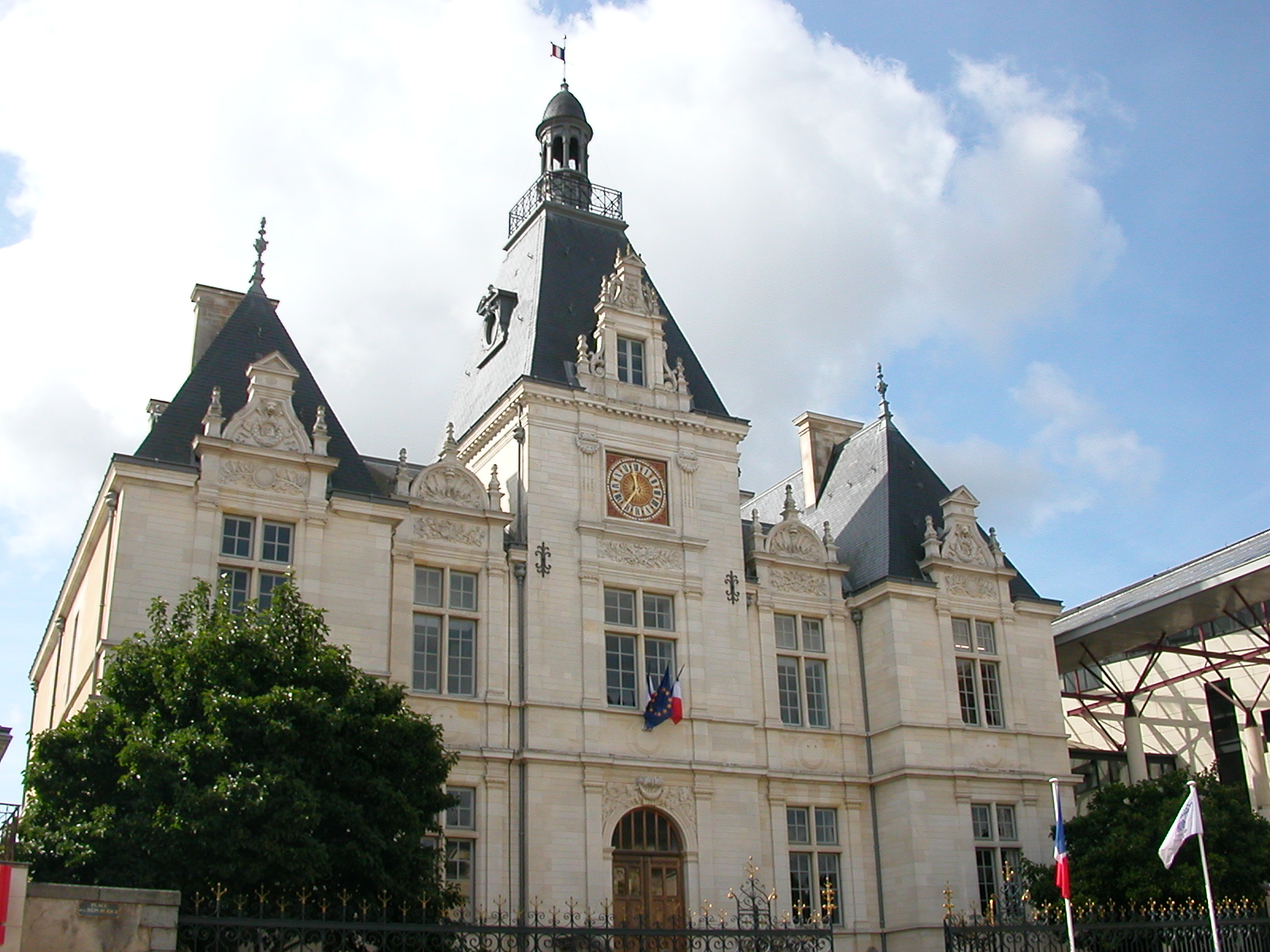
L'hôtel de ville.

### Liste des maires
| Période      | Période  | Identité       | Étiquette    | Qualité |
| ------------ | -------- | -------------- | ------------ | --- |
| janvier 2019 | En cours | Philippe Henry | DVD puis UDI | Responsable commercial, vice-président du conseil régional à l'Infrastructure numérique de la commission Transports, mobilité, infrastructures, président de la CC du Pays de Château-Gontier (depuis 2008) |

### Communes déléguées
| Nom                     | Code Insee | Intercommunalité              | Superficie (km2) | Population (dernière pop. légale) | Densité (hab./km2) |
| ----------------------- | ---------- | ----------------------------- | ---------------- | --------------------------------- | ------------------ |
| Château-Gontier (siège) | 53062      | CC du Pays de Château-Gontier | 28,03            | 11 807 (2016)                     | 421                |
| Azé                     | 53014      | CC du Pays de Château-Gontier | 29,67            | 3 397 (2016)                      | 114                |
| Saint-Fort              | 53215      | CC du Pays de Château-Gontier | 10,79            | 1 654 (2016)                      | 153                |

## Population et société

### Démographie

#### Évolution démographique
L'évolution du nombre d'habitants est connue à travers les recensements de la population effectués dans la commune depuis sa création.

En 2022, la commune comptait 16 539 habitants, en évolution de −1,89 % par rapport à 2016 (Mayenne : −0,73 %, France hors Mayotte : +2,11 %).
| 2016   | 2021   | 2022   |
| ------ | ------ | ------ |
| 16 858 | 16 710 | 16 539 |

#### Pyramide des âges
La population de la commune est plus âgée que celle du département. En 2019, le taux de personnes d'un âge inférieur à 30 ans s'élève à 31,4 %, soit un taux inférieur à la moyenne départementale (34,5 %). Le taux de personnes d'un âge supérieur à 60 ans (33,6 %) est supérieur au taux départemental (28,3 %).
En 2019, la commune comptait 8 138 hommes pour 8 812 femmes, soit un taux de 51,99 % de femmes, supérieur au taux départemental (50,72 %).
Les pyramides des âges de la commune et du département s'établissent comme suit :
| Hommes | Classe d’âge | Femmes |
| ------ | ------------ | ------ |
| 1,3    | 90 ou +      | 3,1    |
| 10,4   | 75-89 ans    | 13,7   |
| 18,2   | 60-74 ans    | 20,1   |
| 20,5   | 45-59 ans    | 19,8   |
| 15,5   | 30-44 ans    | 14,4   |
| 15,7   | 15-29 ans    | 14,1   |
| 18,3   | 0-14 ans     | 14,7   |

| Hommes | Classe d’âge | Femmes |
| ------ | ------------ | ------ |
| 1,1    | 90 ou +      | 2,5    |
| 8      | 75-89 ans    | 10,6   |
| 17,7   | 60-74 ans    | 18,4   |
| 20,3   | 45-59 ans    | 19,4   |
| 17,3   | 30-44 ans    | 16,6   |
| 16,9   | 15-29 ans    | 14,9   |
| 18,8   | 0-14 ans     | 17,6   |

## Culture locale et patrimoine

### Lieux et monuments
- Le château de la Maroutière.
- Le refuge de l'Arche.
- Le monastère de Buron.
- Le château de Mirvault.

### Personnalités liées à la commune
- Valérie Hayer (1986), femme politique française,